# Neoserixia longicollis
Neoserixia longicollis är en skalbaggsart som beskrevs av J. Linsley Gressitt 1935. Neoserixia longicollis ingår i släktet Neoserixia och familjen långhorningar.
Artens utbredningsområde är Taiwan. Inga underarter finns listade i Catalogue of Life.